# Moisés de Huerta y Ayuso
Moisés de Huerta y Ayuso (Muriel de Zapardiel, 25 de septiembre de 1881 - Mérida, 1 de febrero de 1962) fue un escultor español. Perteneció a la Escuela Vasca y tuvo una amplia actividad en ciudades como Bilbao y Vitoria. Ejerció como profesor de escultura en San Fernando. Su obra más popular se expone en la "pecera" del Bellas Artes de Madrid y es una figura de mujer que quiere recordar el salto que dio la poeta griega Safo desde la roca de Léucade. La escultura se conoce como "El salto de Léucade".

## Biografía
Era hijo de unos modestos labradores que habían emigrado a Bilbao en 1882.  Sus aptitudes como artista y su gran vocación hicieron que consiguiera ingresar en la Escuela de Bellas Artes y Oficios de Bilbao realizando allí su formación hasta el año 1905. También frecuentaba talleres de escultura como el de Querol, de imaginería y ebanistería o el de Celaya. En este año de 1905 se trasladó a Madrid para ampliar sus estudios en la Escuela Especial de Pintura, Escultura y Grabado de Madrid.
En 1909 obtuvo por oposición una plaza de pensionado en la Academia Española de Bellas Artes de Roma que pudo disfrutar desde 1910 a 1914. En ese periodo consiguió la Primera medalla en la Exposición Nacional de 1912 por su escultura El salto de Léucade inspirada por la obra de Rodin. Se encuentra en el Círculo de Bellas Artes de Madrid. Fue también en Roma donde realizó otra de sus esculturas famosas: Una hetaira, en este caso con gran influencia de Miguel Ángel.

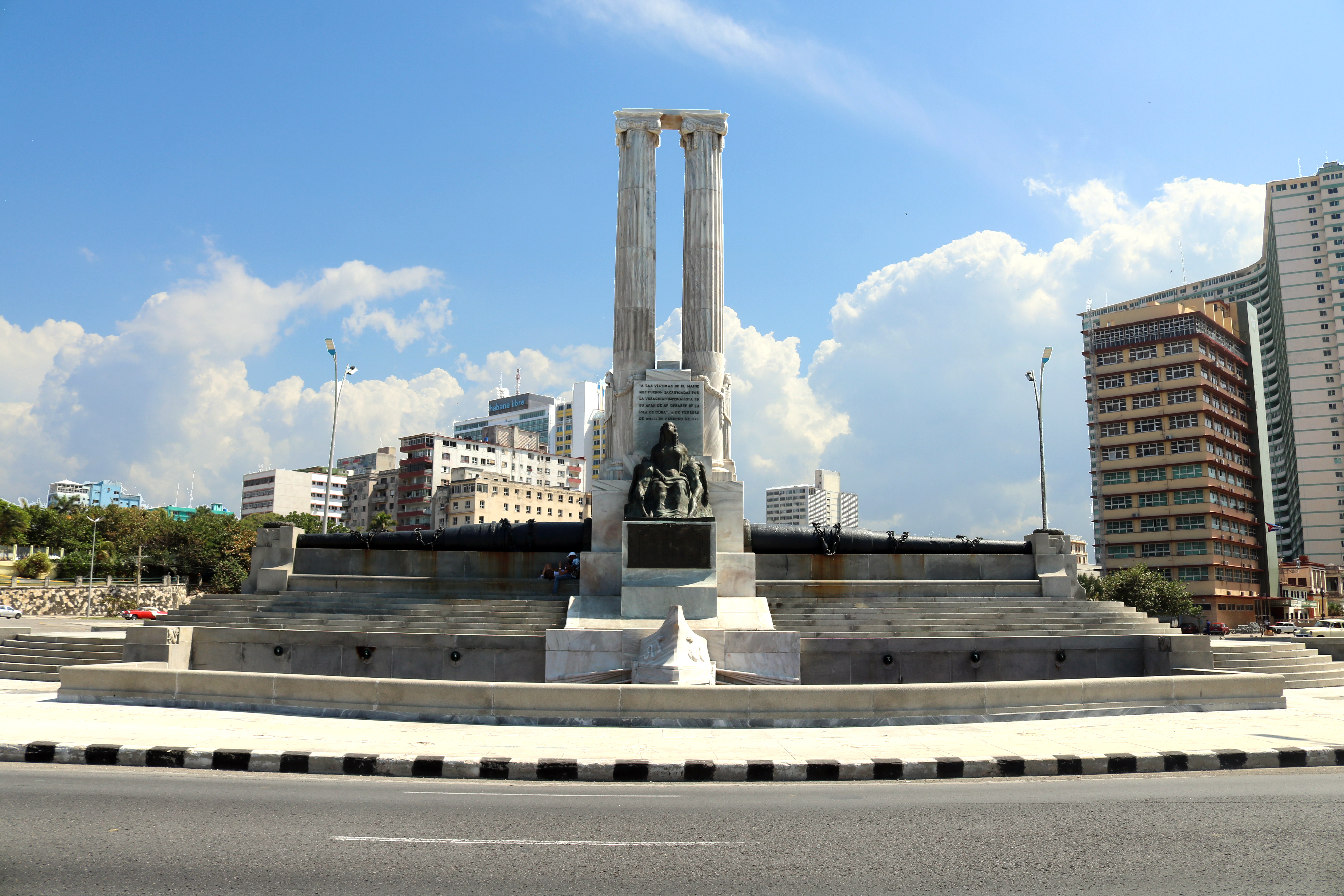
Monumento a las víctimas del Maine

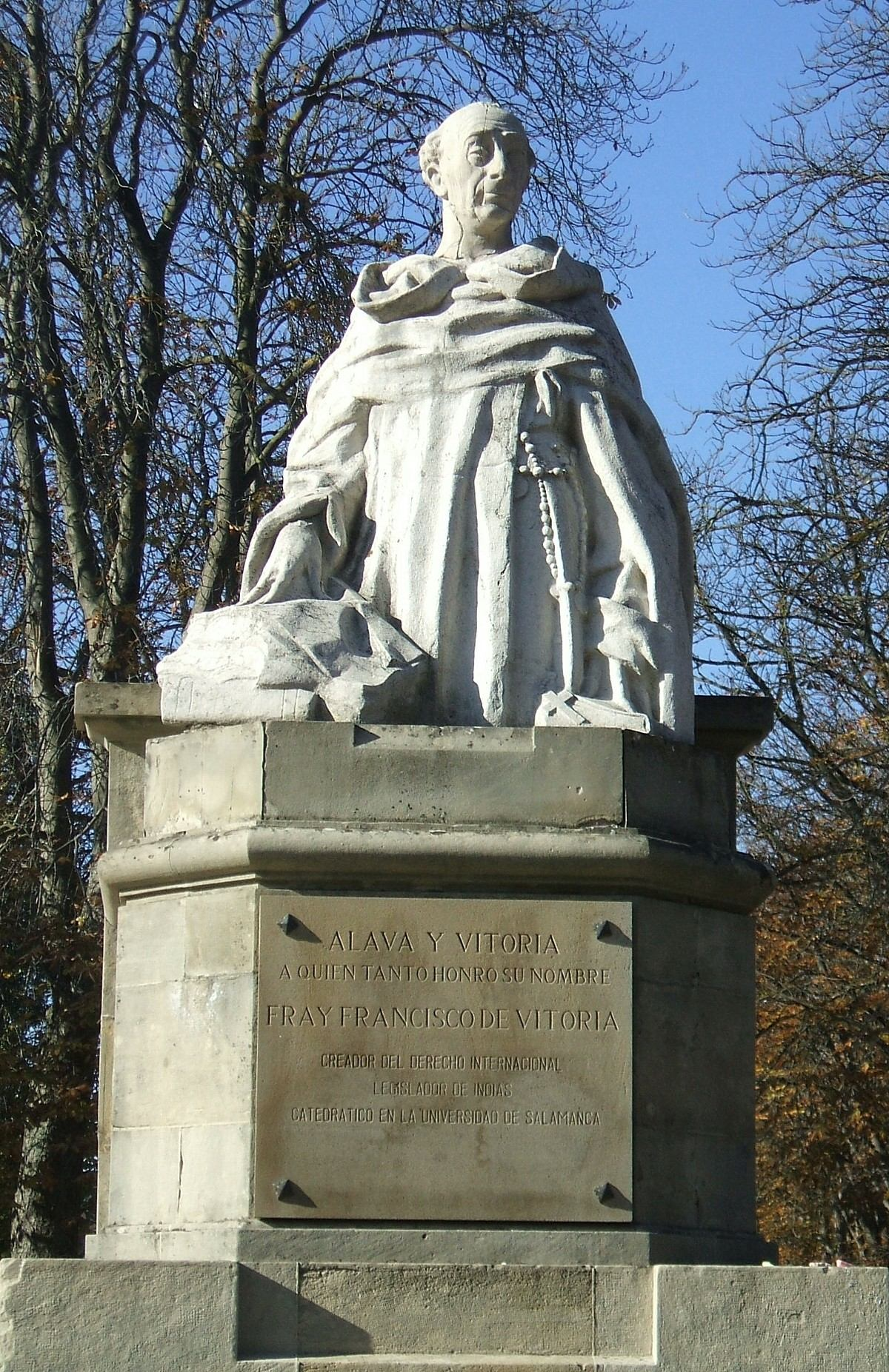
Fray Francisco de Vitoria

Su relación con la isla de Cuba fue fructífera pues además de recibir bastantes encargos colaboró con otros artistas amigos y con el arquitecto Félix Cabarrocas. Este arquitecto fue el autor del monumento a las víctimas del Maine (1925) y el complemento de esculturas y otros adornos los hizo Moisés de Huerta. En 1919 se presentó al concurso para la realización del monumento al general Máximo Gómez pero obtuvo un segundo premio siendo el primero adjudicado al escultor italiano Aldo Gamba cuya obra puede verse frente al Malecón de La Habana. Otro encargo fue el Mausoleo del Conde del Rivero. Y en 1929 realizó el busto del presidente Gerardo Machado que se exhibió en la Exposición Iberoamericana de Sevilla.
En los años 20 y 30 del siglo XX fijó su residencia en el País Vasco donde desarrolló una gran actividad en temas de retratos, mausoleos y monumentos además de obras más pequeñas y otras conjuntas con arquitectos para decorar los edificios. Entre los monumentos destacan el dedicado al banquero Pascual Abaroa en Lequeitio (1934), hecho en bronce con pedestal en piedra, sedente y de bulto redondo; el busto del doctor Enrique Areilza para el hospital de la playa de Górliz (1926).
En 1942 obtuvo el título de académico de la Escuela de Bellas Artes de San Fernando; además ganó las oposiciones a cátedra en la Escuela Superior de Pintura, Escultura y Grabado de Madrid por lo que se estableció en esta ciudad. En 1945 fue elegido en concurso público entre los escultores Esteban Calleja, Obdulio López de Uralde y Enrique Sáez para realizar el monumento a Fray Francisco de Vitoria (fundador del Derecho Internacional) que se encuentra en el Paseo de Fray Francisco en la ciudad de Álava.
En la década de 1940 trabajó en los encargos de la estatuaria franquista: monumento al general Mola en Bilbao (1945), estatua ecuestre de Franco en Zaragoza (1948) y ya en 1951 en la ornamentación de los frisos del arco de la Victoria en la Moncloa de Madrid con temas alegóricos.

## Obras
Fue un escultor prolífico, algunas de las esculturas más conocidas son:
- Escultura "El salto de Léucade" (1910-11).[9] con la que en 1912 ganó la Primera Medalla de la Exposición Nacional. Esta escultura se encuentra en la entrada de la cafetería del Círculo de Bellas Artes.[10]

- Una hetaira (1911).[11]

- Estatua de Mercurio en el Banco de Bilbao en 1920-22.[12]

- Estatua de Minerva del Instituto de secundaria Miguel de Unamuno de Bilbao en 1925.[12][13]

- Palankari.[14]

- Frisos del Arco de la Victoria en Madrid 1952.
- Bustos de Jesús Guridi (1914),[15] Miguel de Unamuno (1924),[16] Pablo Iglesias (1926),[17] Antonio Plasencia (1936).[18]